# Скарвелис, Николас
Николас (Николаос) Скарвелис (англ. Nicholas Scarvelis, греч. Νικόλας Σκαρβέλης; род. 2 февраля 1993, Санта-Барбара, Калифорния) — американо-греческий легкоатлет, специалист по толканию ядра. Выступает на международном уровне с 2012 года, победитель и призёр первенств национального значения, действующий рекордсмен Греции, участник летних Олимпийских игр в Рио-де-Жанейро.

## Биография
Николас Скарвелис родился 2 февраля 1993 года в Санта-Барбаре, Калифорния.
Занимался лёгкой атлетикой в старшей школе и в Калифорнийском университете в Лос-Анджелесе, неоднократно принимал участие в различных студенческих соревнованиях в США.
Впервые заявил о себе на международном уровне в сезоне 2012 года, когда вошёл в состав американской национальной сборной и выступил на юниорском мировом первенстве в Барселоне, где в зачёте толкания ядра показал результат 18,66 метра.
Начиная с 2016 года представлял национальную сборную Греции. В частности в этом сезоне занял 11-е место на чемпионате Европы в Амстердаме (19,55). Выполнив олимпийский квалификационный норматив (20,50), удостоился права защищать честь страны на летних Олимпийских играх в Рио-де-Жанейро — в программе толкания ядра на предварительном квалификационном этапе показал результат 19,37 метра и в финал не вышел.
После Олимпиады в Рио Скарвелис остался действующим спортсменом на ещё один олимпийский цикл и продолжил принимать участие в крупнейших международных стартах. Так, в 2017 году он был шестым в Суперлиге командного чемпионата Европы в Лилле (19,73).
В 2018 году получил бронзу на зимнем чемпионате Балкан в Стамбуле (20,15) и серебро на летнем чемпионате Балкан в Стара-Загоре (20,12), занял 11-е место на чемпионате Европы в Берлине (20,11).
В 2019 году стал серебряным призёром на Балканском чемпионате в помещении в Стамбуле (19,72), показал восьмой результат на чемпионате Европы в помещении в Глазго (20,13).
В июне 2020 года на соревнованиях в американском Скотсдейле установил ныне действующий национальный рекорд Греции в толкании ядра — 21,05 метра.